# Tour du Jura Cycliste
Die Tour du Jura Cycliste (bis 2005 Tour du Revermont) ist ein Straßenradrennen für Männer in Frankreich.
Das Rennen findet seit 2003 jährlich statt und wurde bis 2019 als Etappenrennen durchgeführt. Die Strecke führte in zwei Tagesabschnitten durch das Département Jura im Südosten Frankreichs. Seit 2017 ist das Rennen Bestandteil der UCI Europe Tour und war zunächst in der Kategorie 2.2. klassifiziert.
Nachdem das Rennen 2020 aufgrund der Covid-19-Pandemie ausgefallen war, wurde es 2021 wieder aufgenommen. Seitdem ist es ein Eintagesrennen und in die Kategorie 1.1 eingestuft.

## Palmarès (ab 2017)
| Jahr | Sieger                    | Zweiter           | Dritter          |          |
| ---- | ------------------------- | ----------------- | ---------------- | -------- |
| 2017 | Thomas Degand             | Fausto Masnada    | Guillaume Martin |          |
| 2018 | Carl Fredrik Hagen        | Kobe Goossens     | Chris Harper     |          |
| 2019 | Kobe Goossens             | Christian Scaroni | Jérémy Cabot     |          |
| 2020 | abgesagt                  | abgesagt          | abgesagt         | abgesagt |
| 2021 | Benoît Cosnefroy          | Simone Velasco    | Valentin Madouas |          |
| 2022 | Ben O’Connor              | Jesús Herrada     | Axel Zingle      |          |
| 2023 | Kévin Vauquelin           | Thibaut Pinot     | Guillaume Martin |          |
| 2024 | David Gaudu               | Jordan Jegat      | Guillaume Martin |          |
| 2025 | Guillaume Martin-Guyonnet | Clément Berthet   | José Manuel Díaz |          |

## Sieger (bis 2016)
- 2003  Xavier Pache
- 2004  Florian Courrège
- 2005  Franck Bucci
- 2006  Jean-Charles Sénac
- 2007  Baptiste Fuchs
- 2008  Damien Favre-Félix
- 2009  Sébastien Gredy
- 2010  Émilien Viennet
- 2011  Yoann Michaud
- 2012  Laurent Colombatto
- 2013  Erwan Brenterch
- 2014  Sébastien Fournet-Fayard
- 2015  Pierre Bonnet
- 2016  Léo Vincent